# Тетраметилтиурамдисульфид
Тетраметилтиурамдисульфид (Тиурам, ТМТД) — химическое вещество с формулой — (CH3)2CNS2S2CN(CH3)2. Желтовато-серый порошок, применяемый как ускоритель и стабилизатор в резиновой промышленности; как фунгицид для сухого и с увлажнением  протравливания семян (существуют препаративные формы  в виде как смачивающегося порошка, так и концентрата суспензии). Выраженного инсектицидного и родентицидного действия не имеет. 
Под названием «Тиурам»  для борьбы с грызунами и  насекомыми-вредителями в быту предлагается препарат полукустарного производства, часто с  ложными сведениями на этикетке (например , иногда указывается, что действующее вещество препарата - пиперонилбутоксид, и называют его пиретроидом, что является двойной ошибкой). 